# 阿馬爾開局
阿馬爾開局（英：Amar Opening），又名巴黎開局，醉马开局或氨水开局。是國際象棋開局的一種，走法為：
1.Nh3；此开局被认为是非常规开局，故收录在国际象棋开局百科的A00条目下。
其别名氨水开局是源于其走法记录，因为NH3是氨的化学式。巴黎棋迷夏尔·阿马尔在20世纪30年代弈出过此开局。国际象棋大师萨维利·塔塔科沃可能是该开局的命名人。象棋作家蒂姆·哈丁则开玩笑的认为"Amar"是"绝对的疯狂加荒唐"（Absolutely mad and ridiculous）的同义词。

## 分析
如同德金开局，白方将马毫无道理的跳向了边线格，这样的布局显得非常怪异。西格博特·塔拉什曾说过，"在盘边的马没前途。"不过，对比于德金开局稍有不同的是，1.Nh3可以有王翼的王车易位做为后续着法,故此它比1.Na3更为常见。 
黑方最为常见的回应是1...d5，之后威胁走2...Bxh3，以求破环白方王翼的兵型。作为应对，白方会走2.g3；此时黑方可以2...e5，继续占领中心。

## 得名的变例
阿马尔开局中有一些被命名的变例。其中最为熟知的是巴黎弃兵，走法如下:
1. Nh3   d5
2. g3    e5
3. f4?   Bxh3
4. Bxh3  exf4
结果是，白方不仅让黑方更牢固的占领中心，而且失兵。故此，这样的弃兵极度不可取。其中的一种后续着法称为大弃兵：
5. 0-0   fxg3
6. hxg3
这一变例首次弈出于萨维利·塔塔科沃与安德尔·李林塔尔1933年在巴黎的对局。
续着为1... e5的另一变例称为Krazy Kat（疯猫）.
1. Nh3    e5
2. f3     d5
3. Nf2